# Grand télescope millimétrique
Le Grand Télescope Millimétrique (Gran Telescopio Milimétrico ou GTM) est un radiotélescope mis en service au Mexique fin 2010. Dans sa gamme de fréquence c'est le plus grand et le plus précis radiotélescope à ouverture unique .

## Description
Le grand télescope millimétrique est conçu pour observer les émissions radios dans les longueurs d'onde comprises entre 0,85 mm et 4 mm. Sa surface active d'un diamètre 50 mètres  a une superficie 2 000 m2.
GTM est installé sur un site situé à une altitude de 4 580 mètres dans la municipalité de Chalchicomula de Sesma, au sommet de la Sierra Negra un volcan éteint qui constitue le cinquième sommet le plus élevé du Mexique. Sa construction a duré 10 ans et a coûté 115 millions de dollars. C'est un projet mexicano-américain avec la participation de l'Instituto Nacional de Astrofísica, Óptica y Electrónica (INAOE) et l'Université de Massachusetts Amherst.
Les observations effectuées dans les longueurs millimétriques à l'aide du GTM permettent aux astronomes d'observer des régions masquées par la poussière du milieu interstellaire. Elles permettent d'améliorer nos connaissances de la formation stellaire. Le télescope est particulièrement apte à étudier les planétésimaux du système solaire et les planètes ou planètes naissantes dans les autres systèmes solaires qui sont relativement froides et qui émettent la majeure partie de leur rayonnement à des longueurs d'onde millimétriques. Il est envisagé d'étudier  avec  le GTM les variations du fond diffus cosmologique ainsi que les galaxies actives.
L'Event Horizon Telescope (EHT) relie ce radio-télescope à 7 autres à travers le monde pour effectuer ses observations sur les trous noirs :  l'Atacama (ALMA) au Chili, le Caltech Submillimeter Observatory (CSO) à Hawaï, le South Pole Telescope (SPT) en Antarctique et des radiotéléscopes situés en France et en Espagne.